# Казеновія (Нью-Йорк)
Казеновія (англ. Cazenovia) — місто (англ. town) в США, в окрузі Медісон штату Нью-Йорк. Населення — 6740 осіб (2020).

## Демографія
Згідно з переписом 2010 року, у місті мешкало 7086 осіб у 2567 домогосподарствах у складі 1755 родин. Було 2894 помешкання
Расовий склад населення:
| - 96,8 % — білих - 0,9 % — чорних або афроамериканців - 0,7 % — азіатів - 0,2 % — корінних американців - 0,1 % — вихідців з тихоокеанських островів |

До двох чи більше рас належало 0,9 %. Частка іспаномовних становила 2,2 % від усіх жителів.
За віковим діапазоном населення розподілялося таким чином: 22,3 % — особи молодші 18 років, 62,2 % — особи у віці 18—64 років, 15,5 % — особи у віці 65 років та старші. Медіана віку мешканця становила 41,2 року. На 100 осіб жіночої статі у місті припадало 85,9 чоловіків;  на 100 жінок у віці від 18 років та старших — 79,7 чоловіків також старших 18 років.
Середній дохід на одне домашнє господарство  становив 107 292 долари США (медіана — 74 464), а середній дохід на одну сім'ю — 138 108 доларів (медіана — 103 378). Медіана доходів становила 56 875 доларів для чоловіків та 50 612 долари для жінок. За межею бідності перебувало 6,1 % осіб, у тому числі 5,6 % дітей у віці до 18 років та 4,3 % осіб у віці 65 років та старших.
Цивільне працевлаштоване населення становило 3322 особи. Основні галузі зайнятості: освіта, охорона здоров'я та соціальна допомога — 33,1 %, мистецтво, розваги та відпочинок — 11,4 %, науковці, спеціалісти, менеджери — 9,9 %, виробництво — 9,5 %.